# Болтон (район)
Болтон (англ. Bolton) — метрополитенский район (боро) в церемониальном графстве Большой Манчестер в Англии. Административный центр — город Болтон.

## География
Район расположен в северо-западной части графства Большой Манчестер, граничит с графством Ланкашир.

## Состав
В состав района входят 6 городов:
- Болтон
- Фарнворт
- Хорвич
- Уэстхаутон
- Блэкрод
- Кирсли

и 2 территории (англ. Unparished area):
- Литл Левер
- Саут Тертон